# Пешая Слобода
Пешая Слобода — село Нижнеломовского района Пензенской области. Входит в состав Большехуторского сельсовета.

## География
Находится в северо-западной части Пензенской у северо-восточной окраины районного центра города Нижний Ломов.

## История
Основано в 1636 году пешими казаками как пригородная слобода Нижнего Ломова. В 1911 году 623 двора, земская школа, народная библиотека, ветряная мельница, 2 шерсточесалки, кирпичный сарай, 3 лавки. В 1939 году — колхоз «7-й съезд Советов», колхоз имени Димитрова. В 1955 году — колхоз «Новая жизнь». В 1996 году в селе действовала неполная средняя школа, село было газифицировано. В 2004 году — 524 хозяйства.

## Население
Численность населения: 3481 человек (1911), 3234 (1926), 1923 (1959), 1843 (1979), 1233 (1989), 1081 (1998). Население составляло 924 человека (русские 98 %) в 2002 году, 846 — в 2010.